# Gouvernement Medgyessy
 (septembre 2023).
Si vous disposez d'ouvrages ou d'articles de référence ou si vous connaissez des sites web de qualité traitant du thème abordé ici, merci de compléter l'article en donnant les références utiles à sa vérifiabilité et en les liant à la section « Notes et références ».
IIIe République
Orbán I Gyurcsány I
Le gouvernement Medgyessy (en hongrois : Medgyessy-kormány) est le gouvernement de la République de Hongrie entre le 27 mai 2002 et le 4 octobre 2004, durant la quatrième législature de l'Assemblée nationale.

## Historique du mandat
Dirigé par le nouveau Premier ministre indépendant de centre gauche Péter Medgyessy, ce gouvernement est constitué et soutenu par le Parti socialiste hongrois (MSZP) et l'Alliance des démocrates libres (SZDSZ). Ensemble, ils disposent de 198 députés sur 386, soit 51,3 % des sièges de l'Assemblée nationale.
Il est formé à la suite des élections législatives des 7 et 21 avril 2002. Il succède ainsi au premier gouvernement du Premier ministre libéral Viktor Orbán, constitué et soutenu par l'Alliance des jeunes démocrates-Parti civique hongrois (FIDESZ-MPP), le Parti civique indépendant des petits propriétaires et des travailleurs agraires (FKGP) et le Forum démocrate hongrois (MDF).

### Formation
Au cours du scrutin, le MSZP devance la FIDESZ-MPP – alliée au MDF – de 60 000 voix au vote par circonscriptions et 55 200 voix à la proportionnelle. Pourtant, les conservateurs totalisent 188 députés, contre 178 aux socialistes. Le FKGP n'ayant plus aucune représentation parlementaire, la FIDESZ-MPP et le MDF se trouvent isolés dans l'hémicycle. Le MSZP passe alors un accord la SZDSZ, forte de 20 députés, ce qui permet à la nouvelle coalition de dépasser la majorité absolue.
Le candidat socialiste Péter Medgyessy, non issu du MSZP, devient Premier ministre le 27 mai suivant. Il nomme alors un gouvernement de quinze ministres, dont trois femmes et six indépendants.
Le 18 mai 2003, il procède à un remaniement ministériel qui voit l'arrivée de cinq nouveaux ministres et la création de deux postes de ministre sans portefeuille, un étant notamment chargé de l'intégration au sein de l'Union européenne.

### Succession
Medgyessy annonce sa démission le 19 août 2004, à la suite de conflits répétés avec la SZDSZ, qui s'oppose alors au remplacement du ministre de l'Économie István Csillag. Ce renoncement, immédiatement approuvé par le MSZP, devient officiel six jours plus tard et il se voit alors confié pour trente jours la gestion des affaires courantes. Les socialistes lui choisissent comme successeur le ministre de la Jeunesse Ferenc Gyurcsány, qui prend officiellement ses fonctions et forme son premier gouvernement le 3 octobre suivant.

## Composition

### Initiale (27 mai 2002)
| Portefeuille                                                        | Titulaire | Titulaire                                      | Parti |
| ------------------------------------------------------------------- | --------- | ---------------------------------------------- | ----- |
| Premier ministre                                                    |           | Péter Medgyessy                                | Sans  |
| Ministre de l'Intérieur                                             |           | Mónika Lamperth                                | MSzP  |
| Ministre des Affaires étrangères                                    |           | László Kovács                                  | MSzP  |
| Ministre des Finances                                               |           | Csaba László                                   | Sans  |
| Ministre de l'Économie et des Transports                            |           | István Csillag                                 | Sans  |
| Ministre de l'Agriculture                                           |           | Imre Németh                                    | Sans  |
| Ministre de la Justice                                              |           | Péter Bárándy                                  | Sans  |
| Ministre de la Santé, des Affaires sociales et de la Famille        |           | Judit Csehák                                   | MSzP  |
| Ministre du Patrimoine culturel national                            |           | Gábor Görgey                                   | Sans  |
| Ministre de l'Éducation                                             |           | Bálint Magyar                                  | SzDSz |
| Ministre de la Politique de l'emploi et du Travail                  |           | Péter Kiss (jusqu'au 02/03/2003) Sándor Burány | MSzP  |
| Ministre de la Défense                                              |           | Ferenc Juhász                                  | MSzP  |
| Ministre de l'Environnement                                         |           | Mária Kóródi                                   | SzDSz |
| Ministre de l'Enfance, de la Jeunesse et des Sports                 |           | György Jánosi                                  | MSzP  |
| Ministre de l'Informatique et des Communications                    |           | Kálmán Kovács                                  | SzDSz |
| Ministre sans portefeuille Directeur de cabinet du Premier ministre |           | Elemér Kiss (jusqu'au 21/02/2003)              | Sans  |
| Ministre sans portefeuille Directeur de cabinet du Premier ministre |           | Péter Kiss                                     | MSzP  |

### Remaniement du 18 mai 2003
| Portefeuille                                                                  | Titulaire | Titulaire        | Parti |
| ----------------------------------------------------------------------------- | --------- | ---------------- | ----- |
| Premier ministre                                                              |           | Péter Medgyessy  | Sans  |
| Ministre de l'Intérieur                                                       |           | Mónika Lamperth  | MSzP  |
| Ministre des Affaires étrangères                                              |           | László Kovács    | MSzP  |
| Ministre des Finances                                                         |           | Csaba László     | Sans  |
| Ministre de l'Économie et des Transports                                      |           | István Csillag   | Sans  |
| Ministre de l'Agriculture                                                     |           | Imre Németh      | Sans  |
| Ministre de la Justice                                                        |           | Péter Bárándy    | Sans  |
| Ministre de la Santé, des Affaires sociales et de la Famille                  |           | Judit Csehák     | MSzP  |
| Ministre du Patrimoine culturel national                                      |           | István Hiller    | MSzP  |
| Ministre de l'Éducation                                                       |           | Bálint Magyar    | SzDSz |
| Ministre de la Politique de l'emploi et du Travail                            |           | Sándor Burány    | MSzP  |
| Ministre de la Défense                                                        |           | Ferenc Juhász    | MSzP  |
| Ministre de l'Environnement                                                   |           | Miklós Persányi  | Sans  |
| Ministre de l'Enfance, de la Jeunesse et des Sports                           |           | Ferenc Gyurcsány | MSzP  |
| Ministre de l'Informatique et des Communications                              |           | Kálmán Kovács    | SzDSz |
| Ministre sans portefeuille Directeur de cabinet du Premier ministre           |           | Péter Kiss       | MSzP  |
| Ministre sans portefeuille Chargé de l'Intégration européenne                 |           | Endre Juhász     | Sans  |
| Ministre sans portefeuille Chargé du Développement régional et de l'Insertion |           | Katalin Lévai    | Sans  |